# 한나라당 전당대회 돈봉투 살포 사건 및 의혹
2008년 한나라당 전당대회 돈봉투 살포 사건 및 의혹은 한나라당 고승덕 국회의원이 2008년 한나라당 전당대회 당대표 선거에서 자신에게 돈봉투가 배달되었음을 밝히면서 불거지기 시작한 사건이다.

## 폭로
2012년 총선을 앞두고 이명박 정부는 레임덕에 빠져 있었으며, 위기를 느낀 당시 한나라당이 박근혜 의원을 비상대책위원장으로 선임하였다. 이후 당내에서는 최고위원에 해당하는 비상대책위원들을 전당대회를 개최하고 투표를 통해 선출할지, 박근혜 위원장에게 전권을 주어 임의로 임명케 할지를 두고 갑론을박이 벌어졌다. 당시 당의 주류였던 친이계는 전당대회 개최 쪽으로 기우는 분위기였다.
그러던 2011년 11월 14일, 고승덕 당시 한나라당 의원은 서울경제신문에 고정 연재 중이던 칼럼을 통해 전당대회에는 돈봉투와 줄세우기 등 폐해가 난무한다며, 그 예로 2008년 전당대회 당시 한 당 대표 후보가 자신에게 돈봉투를 보내와 돌려준 적이 있다고 밝혔다.
이같은 내용은 당초 큰 관심을 끌지 못했으나, 2012년 1월 3일, 고승덕 의원이 채널A 생방송 프로그램인 《박종진의 쾌도난마》에 출연해 재언급한 뒤로 정국의 중심에 서게 되었다. 당시 방송의 진행자였던 박종진 앵커는 고승덕 의원에게 칼럼을 거론하며 돈봉투 사건의 진위 여부를 물었고, 고승덕 의원이 이에 대해 사실임을 확인해주며 정국에 파란이 일었다. 고승덕 의원은 훗날 그의 수기인 '포기하지 않으면 불가능은 없다' 2014년 개정판에서 당시 방송국 측이 정부예산 관련 인터뷰를 하겠다고 해놓고서 막상 생방송에서는 진행자가 의도적으로 "일 잘하는 000 구청장을 공천주지 않은 이유가 무엇인가?", "전당대회에서 돈봉투를 주면 3년 이하의 징역에 처하는 것을 아는가?" 등 질문을 계속 던졌다고 썼다. 000(전 구청장)은 다음 해 4월에 있을 총선에서 고승덕 의원에게 도전하기 위해 국회의원 선거 예비후보로 등록한 상태였기 때문에 고 의원의 증언은 음모설을 암시하는 것이다.
이후 고승덕 의원이 언론에 누가 돈봉투 주었는지를 밝히지 않자 새로 구성된 당 지도부는 논란을 해소하기 위하여 검찰에 위 사건에 대한 수사의뢰를 하였고, 고승덕 의원은 검찰에 출석해 자신에게 돈봉투를 보낸 사람은 박희태 국회의장이라고 진술하였다. 검찰은 해당 사건이 2008년 한나라당 전당대회 당시에 일어났으며 검은색 뿔테 안경을 낀 30대가 고승덕 의원실의 여직원에게 300만원이 든 봉투를 건네주었다는 정황을 파악하였다. 검찰은 검은색 뿔테 안경을 낀 30대를 정확하게 지목하지 못한 상태에서 300만원이 나온 곳으로 지명된 박희태 국회의장의 의원실 관련자들을 조사하고 그의 자택 및 국회 내 사무실을 압수 수색하였다. 검찰은 고승덕 의원이 받았다고 주장하는 돈봉투에 들어있던 자금의 출처를 라미드그룹에서 박희태 의장에게 지급했던 자금으로 보고 라미드그룹에 대한 압수수색을 실시하였으며, 문병욱 라미드그룹 회장에게 검찰 출석 통보를 하였다. 박희태 의장은 돈봉투 사건에 대해 아는 바가 없다며 모든 의혹을 부인한데 이어 라미드그룹으로부터 받은 돈은 변호사 수임료일 뿐이라고 주장하였다.

## 전달 경위
1월 8일 검찰 수사에서 고승덕 의원은 2008년 한나라당 전당대회 때 박희태 당시 당 대표 후보 측으로부터 300만원이 든 돈봉투를 받았다고 진술하였다. 고승덕 의원은 1월 9일 기자회견에서 검은색 뿔테 안경을 낀 남자가 노란색 돈봉투가 여럿 들어있는 쇼핑백에서 300만원이 들어있는 봉투 하나를 꺼내어 박희태 당시 당 대표 후보의 이름이 적혀있는 명함과 함께 자신의 여비서에게 건네주었다고 밝혔다. 고승덕 의원은 자신은 돈봉투를 바로 돌려주었다고 기자회견에서 밝히면서 검은색 뿔테 안경을 낀 남자가 여러 의원실에 같은 봉투를 돌린 것이 아닌가 한다고 밝혀 돈봉투가 자신 뿐만이 아니라 다른 의원들에게도 전달되었을 것이라 추측하였다.

## 전달 지시
1월 9일 고승덕 의원 기자회견 전에는 2008년, 2010년, 2011년에 열린 한나라당 전당대회에서 각각 대표로 선출된 박희태, 안상수, 홍준표 전 한나라당 대표들 중 한 명이 돈봉투를 전달하라는 지시를 내렸을 가능성이 있다고 언론들에서 보도하였다. 또한 일부 보도에서는 김효재 전 청와대 정무수석이 돈봉투를 전달하라고 지시했을 수도 있다고 하였으나 1월 9일 기자회견에서 고승덕 의원은 김효재 전 수석은 돈봉투를 전달하라는 지시를 한 것이 확실히 아님을 밝혔다. 또 같은 기자회견에서 돈봉투와 함께 박희태 당시 당 대표 후보의 이름이 적힌 명함을 고승덕 의원 자신의 여비서가 검은 뿔테 안경을 낀 남자로부터 전달받았다고 밝히면서 돈봉투 전달 지시를 박희태 전 한나라당 대표가 했을 수도 있다는 가능성을 언론들이 보도하게 되는 근거를 제공하였다. 기자회견일인 1월 9일 일본을 순방하고 있었던 박희태 전 한나라당 대표는 자신이 돈봉투 전달을 지시한 적도 자신의 보좌관이 돈봉투를 전달하거나 되돌려 받은 적도 없으며 고승덕 의원이 언급한 개인명함을 돌린적도 없다고 밝혔다.

## 검찰 수사
한나라당은 돈봉투 전달과 관련해 검찰 수사를 의뢰하였다. 검찰은 평검사만 6~7명에 달하는 대규모 수사팀을 꾸려 관련 사실을 언론에 발표한 고승덕 의원과 돈봉투를 직접 전달 받은 고승덕 의원의 여비서 및 돈봉투를 돌려준 고승덕 의원의 전직 보좌관을 소환하여 조사하였다. 고승덕 의원은 소환 조사에서 박희태 전 한나라당 대표의 이름이 적힌 명함이 300만원이 든 돈봉투와 함께 자신의 여비서에게 전달되었음을 진술하였고 이와 같은 사실이 알려지자 한나라당은 책임있는 자의 책임있는 행동을 요구하여 한나라당이 박희태 전 한나라당 대표의 의장직 사퇴를 요구한 것이 아니냐는 언론의 해석을 낳았다. 검찰은 또한 고승덕 의원의 진술 후 박희태 전 한나라당 대표의 전 비서인 고진명과 2008년 전당대회 당시 박희태 후보 측 캠프에서 일한 안병용 서울 은평갑 당협위원장을 소환 조사하고 안 위원장을 2008년 한나라당 전당대회 당시 한나라당 원외 인사들에게 금품을 돌린 혐의로 구속하였다. 해외 순방 후 1월 18일 입국한 박희태 전 한나라당 대표는 입국 후 가진 기자회견에서 검찰 수사 결과에 따라 소정의 책임을 지겠다면서도 자신은 돈봉투 전달 관련하여 아는 바가 없다고 밝혔다.
검찰은 1월 19일 오전 8시경부터 박희태 전 한나라당 대표의 자택과 국회 내 사무실을 포함하여 2008년 한나라당 전당대회 때 박희태 당시 당 대표 후보 캠프에서 각각 회계담당, 재정담당, 공보담당을 맡은 이봉건 국회의장 정무수석비서관, 조정만 정책수석 비서관, 그리고 함은미 국회의장 보좌관 등 현직 국회의장인 박희태 전 한나라당 대표와 측근들의 국회 내 사무실 및 자택에 대한 압수수색을 실시하였다. 검찰은 설 연휴 기간에도 수사를 계속하기로 하여 압수 수색을 통해 확보한 문건 등에 대한 검토가 끝나는 대로 조정만 수석 등 국회의장인 박희태 전 한나라당 대표의 측근을 소환하기로 하였다. 검찰은 함은미 국회의장 보좌관을 2012년 설 연휴 다음날인 1월 25일에 소환하여 박희태 전 한나라당 대표의 당 대표 선거 캠프에서 비서로 있었던 고명진과 구의원에게 돈봉투를 돌린 안병용 서울 은평갑 당협위원장에게 각각 자금 지원을 해준 사실이 있는지 조사하였다.
검찰은 1월 28일 라미드그룹을 압수수색하고 라미드그룹의 회장 문병욱에게 검찰 출석 통보를 하였다. 검찰은 라미드그룹이 박희태 전 한나라당 대표에게 지급한 1억원이 고승덕 의원이 받았다고 주장한 돈봉투에 든 자금의 출처라고 보고 압수수색을 실시하였으나 라미드그룹은 박희태 전 한나라당 대표에게 변호사 수임료로 해당 자금을 지급한 것이라며 변호사 수임 계약서를 공개하였다. 박희태 전 한나라당 대표는 2008년 한나라당 전당대회 5개월 전 라미드그룹부터 변호사 공동 수임료를 받았을 뿐이며 세무신고 후 공동 수임한 다른 변호사와 수임료를 분배하였다고 밝혔으며 박희태 전 한나라당 대표의 당 대표 선거캠프에서 근무한 조정만 정책수석비서관은 2008년 한나라당 전당대회 당시 라미드그룹으로부터 선거캠프가 받은 돈이 없다고 밝혔다. 검찰은 이에 수임 계약서에 수임액이 기재되어 있지 않고 전당대회 5개월 전에 수임계약이 체결된 점을 들어 자금의 실제 사용 목적에 대한 의문을 나타내었다.

## 재판
박희태는 5월 2일 재판부에 "혐의를 모두 인정한다. 재판을 빨리 끝내달라"라는 취지의 의견서를 제출했다.

## 같이 보기
- 고승덕
- 박희태
- 한나라당